# Worcester College
Il Worcester College è uno dei collegi costituenti l'Università di Oxford. Fu fondato con il nome attuale nel 1714, ma deve le sue origini al Gloucester College, sito nello stesso luogo e risalente al 1283. La struttura del collegio mostra la diversità dei periodi nei quali è stato costruito e ampliato: le costruzioni più imponenti sono in stile neo-classico, risalenti al XVIII secolo, mentre rimangono diversi cottage che erano le abitazioni dei monaci benedettini del Gloucester College, datate fino al XIII secolo. 
Il Gloucester College fu poi smantellato a seguito della dissoluzione dei monasteri in Inghilterra nel 1539. Nei decenni a seguire vi furono diversi tentativi di riaprire il collegio fino a quando, grazie ad una generosa donazione di Sir Thomas Cookes, fu possibile ricostruire il front quad, la cappella, la libreria e la hall, dando un nuovo impulso alla vita del college.